# Naolinco (campo volcánico)

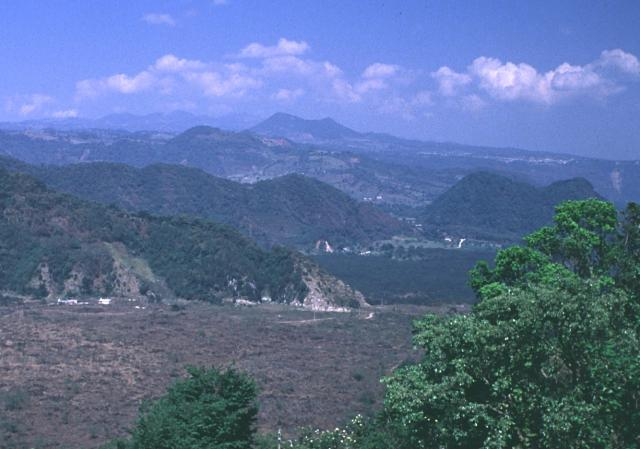

El campo volcánico de Naolinco se encuentra a 35 km de la costa del Golfo de México. El campo volcánico se compone de una serie de conos de piroclastos que rodean la ciudad de Naolinco de Victoria.
El cono más grande tiene 2000 m de altura. El cerro Acatlán-Naolinco-Miahuatlán, situado al NE de Naolinco de Victoria. El flujo de lava más recientes entró en erupción en Rincón de Chapultepec en la parte occidental del campo.